# 伊奇尼亞區
伊奇尼亞區（烏克蘭語：Ічнянський район），曾是烏克蘭的一個區，位於該國北部，由切爾尼戈夫州負責管轄，首府設於伊奇尼亞，面積1,576平方公里，2013年人口33,101，人口密度每平方公里21人。